# Richard Noll
Richard Noll (1959-) es un psicólogo clínico, escritor científico y profesor universitario estadounidense.

## Obra
Es conocido por sus publicaciones sobre la historia de la psiquiatría, incluyendo dos volúmenes críticos y controversiales sobre la vida y obra de Carl Gustav Jung, así como por sus libros y artículos sobre la historia de la demencia precoz, la esquizofrenia, el vampirismo y por sus publicaciones antropológicas sobre el chamanismo. Sus libros y artículos han sido traducidos a 14 idiomas en América, Europa y Asia.
En 1994 publicó su libro The Jung Cult: Origins of a Charismatic Movement editado por la Universidad de Princeton que junto con The Aryan Christ: The Secret Life of Carl Jung, publicado en 1997, le granjearon la crítica de los discípulos y seguidores de Jung, así como de sus descendientes.
Desde agosto del 2000 es profesor de psicología en la Universidad DeSales en Pensilvania, estando anteriormente vinculado con la Universidad de Harvard como investigador y como profesor.

### Publicaciones (selección)
- 1983 Shamanism and schizophrenia: A state-specific approach to the "schizophrenia metaphor" of shamanic states. American Ethnologist 10: 443-459.
- 1985 Mental imagery cultivation as a cultural phenomenon: The role of visions in shamanism. Current Anthropology 26:443-461 (with commentary).
- 1989 What has really been learned about shamanism? Journal of Psychoactive Drugs 21: 47-50.
- 1990 Bizarre Diseases of the Mind; Real-Life Cases of Rare Mental Illnesses, Vampirism, Possession, Split Personalities, and More(New York: Berkeley), ISBN 0-425-12172-0
- 1992 Vampires, Werewolves and Demons: Twentieth Century Reports in the Psychiatric Literature(New York: Brunner/Mazel), ISBN 0-87630-632-6
- 1994 The Jung Cult: Origins of a Charismatic Movement (Princeton: Princeton University Press), ISBN 0-684-83423-5
- 1997 The Aryan Christ: The Secret Life of Carl Jung (New York: Random House), ISBN 0-679-44945-0  full text:   https://www.researchgate.net/publication/273128542_The_Aryan_Christ_The_Secret_Life_of_Carl_Jung
- 1997 The Jung Cult: Origins of a Charismatic Movement (paperback) (New York: Free Press), ISBN 0-684-83423-5
- 1997  "A Christ Named Carl Jung," At Random (ISSN 1062-0036),Volume 6, Number 3, 56-59.
- 1999 Jung the Leontocephalus [1992], in Paul Bishop (ed.), Jung in Contexts: A Reader (Routledge), https://www.researchgate.net/profile/Richard_Noll/publications?sorting=newest&page=2
- 1999 Styles of psychiatric practice, 1906-1925: Clinical evaluations of the same patient by James Jackson Putnam, Adolf Meyer, August Hoch, Emil Kraepelin and Smith Ely Jelliffe. History of Psychiatry 10: 145-189.
- 2004 Historical review: Autointoxication and focal infection theories of dementia praecox. World Journal of Biological Psychiatry 5:66-72.
- 2004 Dementia Praecox Studies (letter to the editor and historical note). Schizophrenia Research 68: 103-104.
- 2006 The blood of the insane. History of Psychiatry 17: 395-418.  (enlace roto disponible en Internet Archive; véase el historial, la primera versión y la última).
- 2006 Haeckel, Ernst Heinrich. In Encyclopedia of Modern Europe: Europe 1789 to 1914--Encyclopedia of the Age of Industry and Empire, Volume 2, edited by John Merriman and Jay Winter (New York: Thomas Gale).
- 2007 (with Kun Shi) A Solon Ewenki shaman and her Abagaldai shaman mask. Shaman: Journal of the International Society for Shamanistic Research (Budapest, Hungary) 15: 37-44.
- 2007 The Encyclopedia of Schizophrenia and Other Psychotic Disorders, third edition (New York: Facts-on-File), ISBN 0-8160-6405-9
- 2009 (with Kun Shi) The last shaman of the Oroqen people of Northeast China. Shaman: Journal of the International Society for Shamanistic Research (Budapest, Hungary) 17 (1 and 2): 117-140.
- 2011 Sabine Bahn, Richard Noll, Anthony Barnes, Emmanuel Schwarz, Paul C. Guest. Challenges of introducing new biomarker products for neuropsychiatric disorders into the market. International Review of Neurobiology, 101:299-327.
- 2011 American Madness: The Rise and Fall of Dementia Praecox (Cambridge: Harvard University Press, 2011)  ISBN 978-0-674-04739-6
- 2012 Whole body madness. Psychiatric Times (print), 29(12):13-14.
- 2013 The bed makes gestures. Psychiatric Times (print), 30 (3): 25.
- 2013 Suffering and sadness are not diseases. Harvard University Press Blog (28 May 2013)
- 2013 (Spring) Tribal epistemologies. Bio/Politics
- 2013 When psychiatry battled the devil.
- 2014 NJM van Beveren, E Schwartz, Richard Noll, PC Guest, C Meijer, L de Haan and Sabina Bahn. Evidence for disturbed insulin and growth hormone signaling as potential risk factors in the development of schizophrenia. Translational Psychiatry, 4, e430; doi:10.1038/tp.2014.52[2]
- 2016 (with Kenneth S. Kendler) Images in Psychiatry: Edward Cowles (1837-1919). American Journal of Psychiatry 2016 (Oct.), 173 (10): 967-968.
- 2017  Psychosis. In Greg Eghigian (ed.), The Routledge History of Madness and Mental Health(London and New York: Routledge, 2017), 331-349.[3]
- 2017 (with Colin G. DeYoung and Kenneth S. Kendler) Images in Psychiatry: Thomas Verner Moore. American Journal of Psychiatry 2017 (Aug), 174 (8): 729-730.
- 2018 Feeling and Smelling Psychosis: American Alienism, Psychiatry, Prodromes and the Limits of "Category Work." History of the Human Sciences 2018 (April), 31 (2): 22-41.